# Judy Tegart
Judith "Judy" Tegart, gift Dalton, född 12 december 1937 i Melbourne, Victoria, är en australisk högerhänt tidigare professionell tennisspelare med störst framgång som dubbelspelare.

## Tenniskarriären
Judy Tegart var en av världens bästa kvinnliga tennisspelare under andra halvan av 1960-talet. Som bäst rankades hon som världssjua 1969. Hon vann nio Grand Slam-titlar, varav åtta i dubbel och en i mixed dubbel. Hon nådde också ytterligare nio finaler, varav en i singel. År 1970 var hon en av de första av nio tennisspelare som mot en ersättning av en dollar tecknade proffskontrakt med Gladys Heldmans Virginia Slims Circuit. De övriga spelarna var Nancy Richey, Billie Jean King, Rosie Casals, Kerry Reid, Peaches Bartkowitz, Kristy Pigeon, Valerie Ziegenfuss och Julie Heldman.
År 1968 spelade Judy Tegart final i Wimbledonmästerskapen mot Billie Jean King. Amerikanskan vann den mycket jämna matchen med siffrorna 9-7, 7-5.
Sina dubbeltitlar vann hon tillsammans med Lesley Turner Bowrey (2), Margaret Smith Court (5), Rosie Casals (1). Mixed dubbeltiteln vann hon tillsammans med landsmannen Tony Roche.
Judy Tegart deltog i det australiska Fed Cup-laget 1965-67 och 1969-70. Hon spelade i de segrande australiska lagen 1965 (mot USA) och 1970 (mot Tyskland). Hon spelade totalt 22 matcher av vilka hon vann 18. Femton av matcherna spelade hon i dubbel tillsammans med Margaret Smith Court (6), Karen Krantzcke (6) och Lesley Turner Bowrey (3). I Fed Cup-matcher besegrade hon bland andra spelare som brittiskan Virginia Wade och svenskan Christina Sandberg

## Spelaren och personen
Judy Tegart är som spelare känd som en kämpastark utpräglad tekniker som utstrålade spelglädje. Hon var alltid publikfavorit.
Judy Tegart gifte sig 1969 med den engelske läkaren David Dalton från Sheffield och bosatte sig därefter i England. 

## Grand Slam-titlar
- Australiska mästerskapen
  - Dubbel - 1964, 1967
  - Mixed dubbel - 1966
- Franska mästerskapen
  - Dubbel - 1966

Open Era
- Australiska öppna
  - Dubbel - 1969, 1970
- Wimbledonmästerskapen
  - Dubbel - 1969
- US Open
  - Dubbel - 1970, 1971